# تسكر

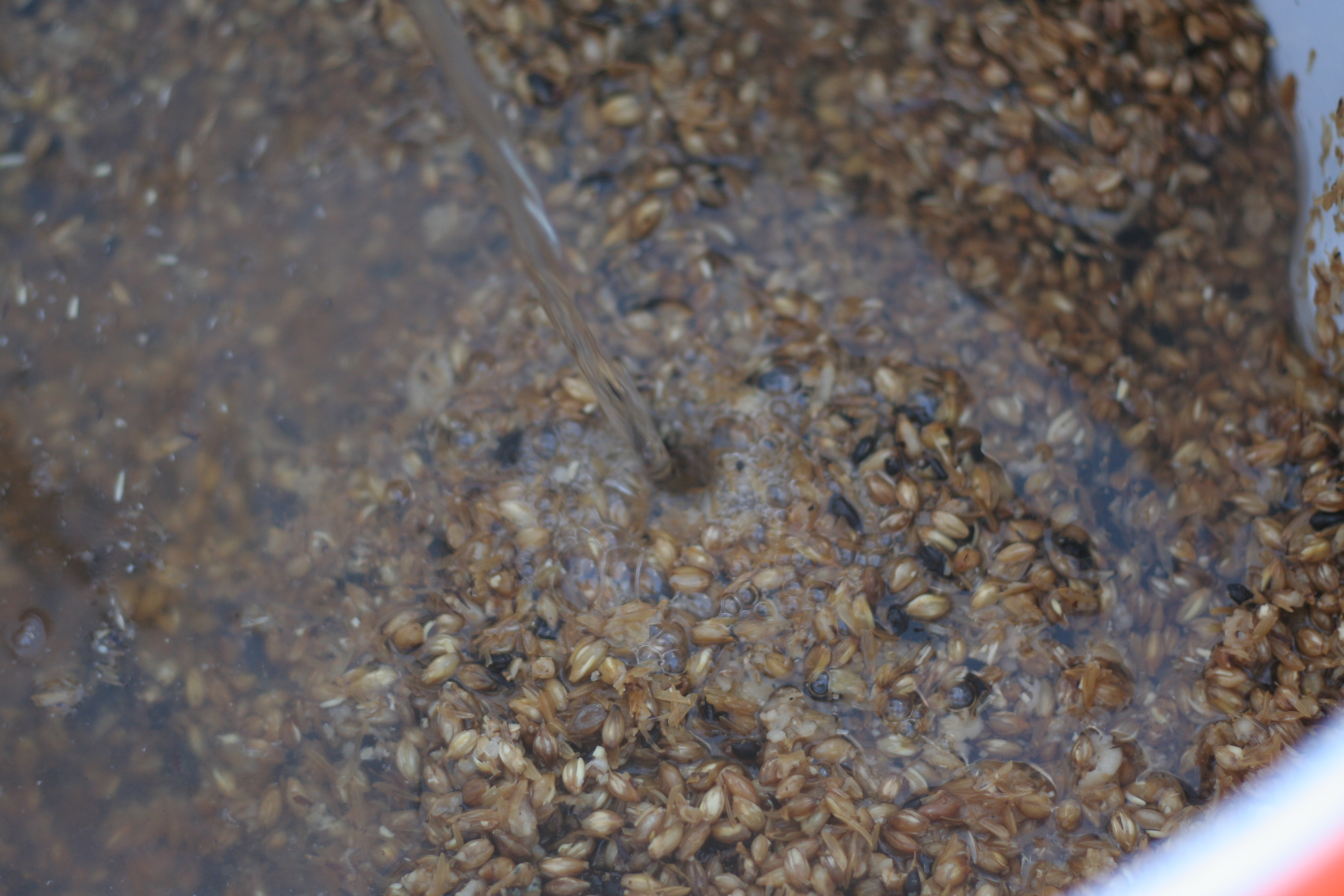

التسكير أو التسكر أو التخمير أو التحلل السكري (بالفرنسية: saccharification)‏ هو في الكيمياء الحيوية العملية التي تحوّل السكاكر معقّدة (مثل السيلولوز أو النشا) إلى السكاكر أكثر مفردة (مثل سكر الفاكهة أو سكر العنب) عادةً بواسطة خميرة (انزين) .ممكن أن تحضر الخمائر في المنتج أساسي (كفي حال الملت) أو من الممكن إنتاجها خمير أو فطور أخرى أو من الممكن إدخالها لإطلاق التفاعل.

## تعريفات أخرى
التحلل السكري (Saccharification)، الذي يعني حرفيًا "تحويل إلى سكر"، هو تحويل النشويات إلى سكريات وديكسترينات بواسطة الإنزيمات أثناء عملية التخمير. إن تخمير النشويات الموجودة في الحبوب إلى سكريات قابلة للتخمير ودكسترينات غير قابلة للتخمير يخلق أساس نقيع الشعير، وهو محلول سكري يتم تخميره لاحقًا إلى بيرة.